# 静岡県地震防災センター
座標: 北緯34度57分53.28秒 東経138度22分25.53秒 / 北緯34.9648000度 東経138.3737583度

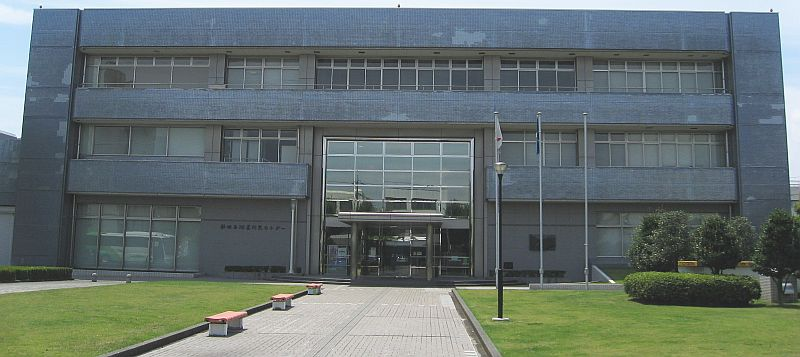
静岡県地震防災センター

静岡県地震防災センター（しずおかけんじしんぼうさいセンター）は、静岡県静岡市葵区駒形通5丁目9番1号にある。令和2年6月2日にリニューアルオープンした。

## 概要
静岡県が運営する地震、風水害、火山災害などの防災啓発施設で、体験しながら防災について学ぶことが出来る。
専門のインストラクターの解説がつき、ふじのくに防災シアターでの映像視聴、地震体験装置での地震の揺れ体験のほか、災害への備え、避難生活の様子などを学ぶことが出来る。また、団体に対する防災講話なども聞くことができる。なお、今回のリニューアルで、風水害、火山災害コーナーが新設され、見学コースに追加されている。
個人は60分、団体は60分～120分の5つの見学コースが用意されている。
1989年（平成元年）開館。入場料は無料。休館は毎週月曜日と年末年始。開館日は午前9時から午後4時まで入場可。静岡県内、県外から来館者がある。
新型コロナウイルス感染症対策のため、個人、団体とも見学希望の場合は事前に電話（054-251-7100)で申し込む。

## アクセス
- しずてつジャストラインバス、中部国道線・丸子（まりこ）線・丸子小坂線・牧ヶ谷線・東新田下川原線「静岡駅前（７番）」乗車、 ｢本通（ほんとおり）十丁目｣バス停下車、徒歩５分
- しずてつジャストラインバス、西部循環駒形回り線「静岡駅前（８番A）」乗車、「駒形五丁目」バス停下車、徒歩２分
- 東名静岡インターを降り、インター通りを北進、国道１号「南安倍」交差点を右折、２つ目信号の「清閑町」交差点を左折し、「しあわせ通り」の左側

## 主な出来事
- 2017年4月7日、天皇・皇后とともにスペイン国王夫妻が訪問。施設の見学を行った[2]。